# محلية عد الفرسان

خريطة السودان عد الفرسان.

عِد الفرسان هي إحدى محليات ولاية جنوب دارفور، السودان، عاصمتها مدينة عد الفرسان ومركز إداري لمجلس ريفيّ غرب البقارة، تقع بين خط الطول 24 درجة و30 دقيقة شرقاً، وخط العرض 11 درجة و30 دقيقة شمالاً؛ أما حدودها فتشترك من الجهة الشمالية مع محلية كاس، ومن الشرق مع محليتيّ السلام ونيالا، ومن الجنوب الشرقي محلية تلس، ومن الجنوب محلية رهيد البردي، تبعد 998 كيلو متر تقريباً من العاصمة الخرطوم وحوالي30 كيلومتر من حاضرة ولاية جنوب دارفور نيالا.

## أصل التسمية
كلمة عِدْ (بكسر العين وتسكين الدال) في اللهجة السودانية تعني مورد المياه أو البئر وقديما سميت المنطقة عِد الغنم لكثرة الأودية والبرك والموارد المائية التي كانت تشرب منها الأغنام والماشية طيلة العام، تم تغيير الاسم إلى عد الفرسان بسبب اهتمام السكان المحليين بتربية الخيول العربية الأصيلة والفروسية، وقد تم تغيير الاسم رسميا بموجب مرسوم جمهوري صدر في عام 1992م من الرئيس السابق عمر البشير، ويختلف الموقع الحالي للمدينة عن الموقع القديم الذي يقع شرق المدينة الحالية بسبب نقل المدينة لموقعها الحالي عام عام 1954م بسبب السيول والفيضانات التي اجتاحتها سابقا.

## السكان
التعداد السكاني للمنطقة هو الثاني بعد محلية نيالا في ولاية جنوب دارفور، وكبقية مناطق السودان تتميزعد الفرسان بالتنوع الثقافي الواسع لوجود عدد من القبائل التي شكلت ملامح المنطقة الثقافية والاجتماعية وتنوعا في اللهجات واللغات ومن القبائل التي تسكنها منذ مئات السنين: قبيلة بني هلبة، والبرقو، والفور، والداجو، والسلامات، والقمر، والترجم، والمسيرية، قبائل أخرى بالإضافة للنزوح السكاني من الدول المجاورة كتشاد، وبسبب اللجوء ارتفع التعداد من 375 ألف ليصل إلى حوالي 600 ألف نسمة.

## المناخ
طبيعة المناخ استوائي نسبيا، وتكون الأجواء الماطرة في فصل الخريف خلال شهر يونيو وسبتمبر بمتوسط هطول للامطار 499 مليمتر (16.6بوصة) ورياح جنوبية محملة بالرطوبة، ويسود الطقس الحار بين شهري أبريل ومايو مع رياح شمالية جافة، ويكون الشتاء باردا بين ديسمبر ويناير.

## الطبوغرافية
تتميز المنطقة بالوديان ومجاري المياه الموسمية والحفائروالمنخفضات الطبيعية، وتسود الصخورالرسوبية المركبة ومجموعة واسعة من الصخور التحولية مع طبقات تجوية، إضافة إلى الحجر الرملي النوبي وهي تكوينات تتميز بوفرة المياه الجوفية فيها، بالمنطقة روافد مختلفة لوادي إبرة وهو من الخيران والجداول الصغيرة التي تنحدر من هضبة جبل مرة مثل: وادي الجندي، ووادي كايا، ووادي السند، ووادي بليل، التي يشكل موسم الأمطار فيها كميات كبيرة من المياه السطحية.

## الغطاء النباتي
تميزت المنطقة بالمراعي الطبيعية التي تشكل الحشائش الطويلة جزءا كبيرا منها الأمر الذي جعلها منطقة مناسبة لرعي الماشية، وأيضا تكون الأشجار الكبيرة جزءا من الغطاء النباتي مثل أشجار السنط، والسنط المعسل، والسنط العربي، والسنط الأبيض بالإضافة للأشجار البستانية من الفواكه وفي مقدمتها المانجو الذي يكسو الغطاء النباتي لعد الفرسان، والجوافة، والحمضيات، والبابايا، والموز.

## اقتصاد المنطقة
يعتمد السكان المحليين على الرعي كمهنة سائدة ويعمل بها عدد كبير منهم وأسهمت طبيعة المنطقة في هذا الأمر،
فسهولة تنقل الماشية ووفرة الحشائش ومجاري المياه جعلت عد الفرسان غنية بالمواشي كالأبقار والضأن والماعز، وتشتهر المنطقة بالمنتوجات الحيوانية كالحليب ومشتقاته، بالإضافة للرعي تعتبر الزراعة أيضا من المهن الرئيسية لسكان المنطقة حيث يقوم المزارعون في موسم الخريف بعمليات الزراعة المطرية لمنتجات مثل: السمسم والدخن والفول السوداني، ويتم زراعة محاصيل أخرى كالخضروات مثل الطماطم، والبامية، والبطيخ عبر الري الفيضي من مياه الأودية والخيران خلال موسم الخريف في السهول الفيضية الرسوبية ذات المياه الجوفية، ويعد إنتاج الحمضيات والفواكه والصمغ العربي أيضا من مصادر الإنتاج بالمنطقة.